# Fortnite Battle Royale
Fortnite Battle Royale – komputerowa gra wieloosobowa z trybem rozgrywki battle royale, opracowana przez Epic Games i wydana przez to samo przedsiębiorstwo 26 września 2017 na platformach Windows, PlayStation 4 i Xbox One, w 2018 roku na iOS-a, Nintendo Switcha i Androida. W 2020 wydano wersje na konsole Xbox Series X/S i PlayStation 5. Gra jest dostępna za pośrednictwem platformy dystrybucji cyfrowej w modelu free-to-play. Fortnite Battle Royale jest pochodną gry komputerowej Fortnite: Save the World – gry survivalowej z możliwością tworzenia różnych struktur.

## Rozgrywka
Podobnie jak inne gry z gatunku battle royale, Fortnite Battle Royale umiejscawia graczy w wielkiej bitwie na rozległej mapie – pojedynczo lub w grupach od dwóch do czterech osób. Ich zadaniem jest eliminowanie lub unikanie przeciwników, do momentu w którym na mapie pozostanie tylko jeden zwycięzca (lub grupa). Gra zmusza do interakcji, stopniowo zmniejszając dostępną dla grających „bezpieczną” strefę, wyjście poza którą może doprowadzić do utraty zdrowia i śmierci postaci. Aby uzyskać przewagę nad przeciwnikami należy szukać broni i przedmiotów rozproszonych na mapie. Fortnite Battle Royale zapożyczył od swojego poprzednika możliwość budowania struktur – gracze mogą niszczyć różne obiekty i budynki, a następnie wykorzystywać uzyskane materiały do konstrukcji nowych. Twórcy umożliwili w ograniczonym stopniu rozgrywkę międzyplatformową.

## Produkcja i wydanie
Pierwsza wzmianka o grze została przedstawiona przez Epic Games w 2011 roku. Gra, którą oparto na silniku Unreal Engine, miała być kombinacją Minecrafta i Left 4 Dead. Pomysł na tryb battle royale powstał po wydaniu gry PlayerUnknown’s Battlegrounds, która osiągnęła w 2017 roku dużą popularność. Widząc szybki wzrost liczby graczy i komercyjny sukces gry, Epic Games pierwotnie wydał grę jako część płatnej gry Fortnite, po czym zmienił wersję na model free-to-play finansowany przez mikropłatności, umożliwiając graczom kupowanie lub zarabianie na elementach kosmetycznych do personalizacji swoich postaci, a także ukończenie wyzwań, aby zdobyć dodatkowe nagrody. Do tego celu wykorzystywana jest wirtualna waluta zwana v-dolcami. Gra stopniowo ewoluuje, sukcesywnie otrzymując nową zawartość w formie sezonów – okresów trwających ok. 10 tygodni. W maju 2020 poinformowano, że gra ukaże się na platformach PlayStation 5 oraz Xbox Series X wraz z premierą tych konsol.

## Odbiór
Fortnite Battle Royale stała się swoistym fenomenem, porównanym przez analityków do sukcesów osiągniętych przez takie pozycje jak World of Warcraft i Minecraft. W dwa tygodnie po wydaniu liczba graczy przekroczyła liczbę 10 milionów. W marcu 2018 oszacowano, że ma ona ponad 45 milionów graczy, a 3 miesiące później, w czerwcu 2018, Epic ogłosił, że liczba graczy osiągnęła 125 milionów w mniej niż rok, a co najmniej 40 milionów osób grało w Fortnite’a raz na miesiąc. Według danych z marca 2019 liczba graczy wyniosła prawie 250 milionów. W maju 2020 producent podał, że liczba zarejestrowanych kont przekroczyła 350 milionów.
W 2017 roku gra została nominowana do nagrody w kategorii „najlepszej gry w trybie kooperacji” przez PC Gamer. W kwietniu tego samego roku gra została nominowana do nagrody British Academy Games Awards w dwóch kategoriach – dla najlepiej rozwijającej się gry oraz dla gry z najlepszym trybem wieloosobowym.
W 2018 roku gra otrzymała nagrodę w kategorii „najlepiej rozwijającej się gry” oraz „najlepszej gry wieloosobowej”.
W marcu 2018 roku Fortnite Battle Royale był najczęściej streamowaną i oglądaną grą na Twitchu, wyprzedzając dotychczasową, również zawierającą tryb battle royale, grę PlayerUnknown’s Battlegrounds.
2 lutego 2019 DJ Marshmello zagrał wirtualny koncert w jednej z lokalizacji gry. Został on obejrzany przez ponad 10 milionów graczy. 23 kwietnia 2020 odbyło się podobne wydarzenie z udziałem Travisa Scotta.